# Талий
Талият е химичен елемент със символ Tl и атомен номер 81. Този мек сребристобял ковък метал химически прилича на калай, но губи цвета си при излагане на въздух. Приблизително 60 – 70 % от този елемент се използва в електрическата промишленост, а останалата част – във фармацевтиката и в производството на стъкло. Използва се също в инфрачервени детектори.
Талият е силно отровен, затова е служил като инсектицид и отрова за плъхове, но тази му употреба е намаляла още преди векове. Талият е бил използван за убийства, откъдето е получил прозвището  „пудра на наследството“ (така е бил наричан и арсенът).